# III. László magyar király
III. László (horvátul: Ladislav III, angolul: Ladislaus III.) - (Székesfehérvár, 1200 körül – Bécs, 1205. május 7.) Magyarország királya 1204 és 1205 között. Imre király és Aragóniai Konstancia királyné egyetlen fia. Mindössze három-, más források szerint ötévesen koronázták királlyá, viszont így is csak a negyedik legfiatalabb koronás fő a magyar történelemben.

## Élete
III. László születési ideje vitatott, 1199-ben vagy 1201-ben született Székesfehérvárott. A fiatal herceget apja, Imre koronáztatta ifjabb királlyá 1204. augusztus 26-án. Ekkor a kis László három- vagy ötéves  lehetett. A koronázására vélhetően azért került sor, mert Imre közeledni érezte halálát, és zökkenőmentessé akarta tenni a trónöröklést. A halál végül 1204. november 30-án érte, de előbb testvérét, a későbbi II. Andrást megeskette, hogy a kis Lászlót mindenben támogatni fogja. András, mint az ország kormányzója, azonnal saját kezébe összpontosított minden hatalmat, és lehetetlenné tette a gyermek László és az anyakirályné, Aragóniai Konstancia helyzetét. III. Ince pápa levélben figyelmeztette Andrást, hogy maradjon hű az esküjéhez, és ne engedjen egyes gonosz emberek biztatásának. Ezek alatt az András körüli előkelőket értette, akik minél előbb a trónon szerették volna őt látni, hogy aztán hasznot húzhassanak a támogatásából. A pápa Magyarország népéhez is levelet intézett, hogy maradjanak meg László hűségében.
András azonban még Konstancia vagyonára is rátette a kezét, így az anyakirályné kisfiával, a koronával és párthíveivel Bécsbe menekült VI. Lipót osztrák herceghez. András ezt nem nézte jó szemmel, és háborúval fenyegetőzött, ha Lipót nem adja ki a menekülteket. Mielőtt azonban tényleges konfliktusba sodródott volna Lipót és András, a gyermek László váratlanul meghalt.
Testét visszahozták Magyarországra és Székesfehérvárott, a Nagyboldogasszony-bazilikában temették el. Királyként a magyar történelemben fiatalsága okán gyakorlatilag semmilyen szerepet nem játszott. Életében II. László néven emlegették, mivel akkoriban az 1162 és 1163 között uralkodó ellenkirályt, II. Lászlót nem ismerték el törvényes uralkodónak.

## Galéria

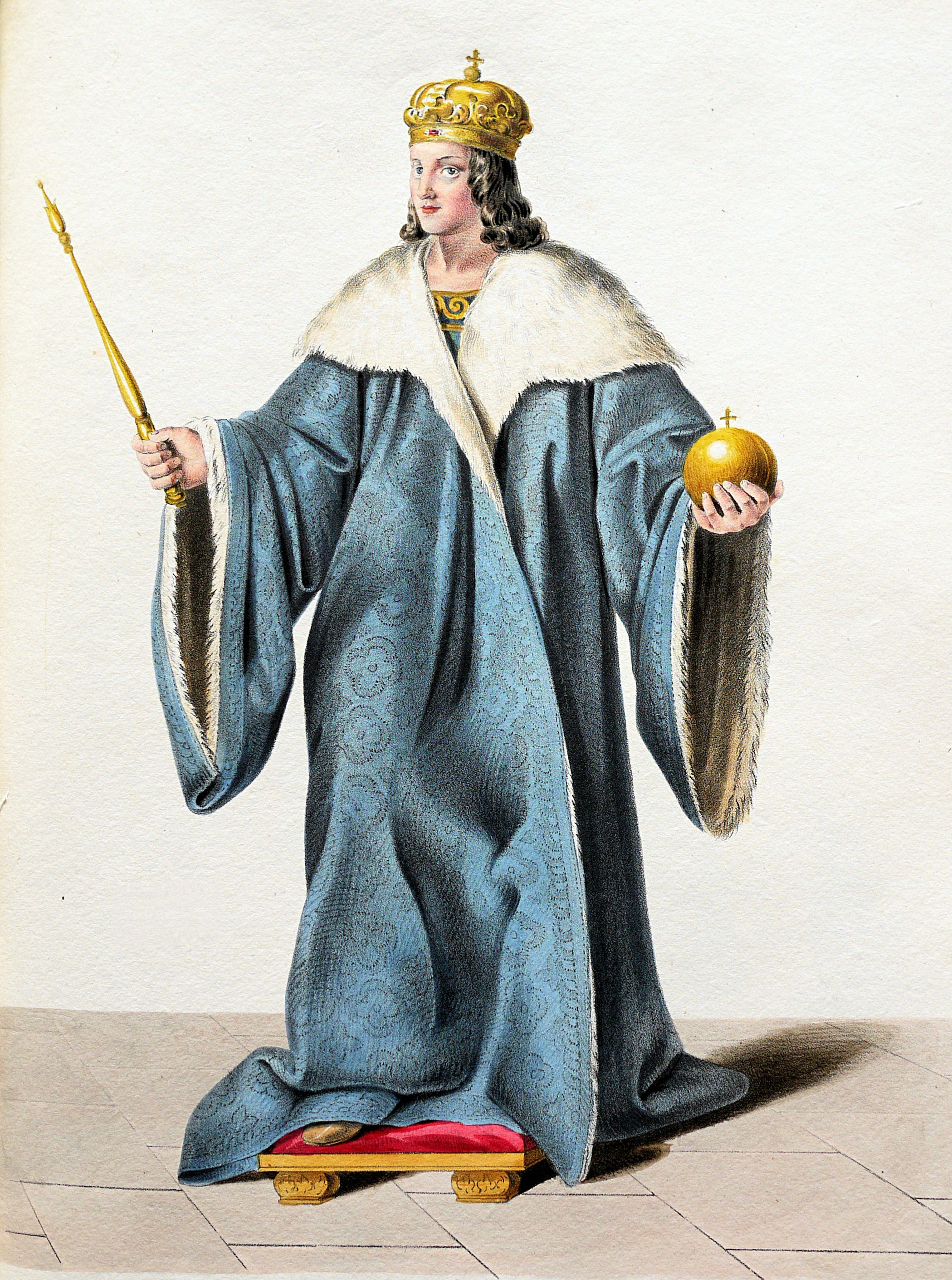
Moritz von Schwind 1828-as festménye
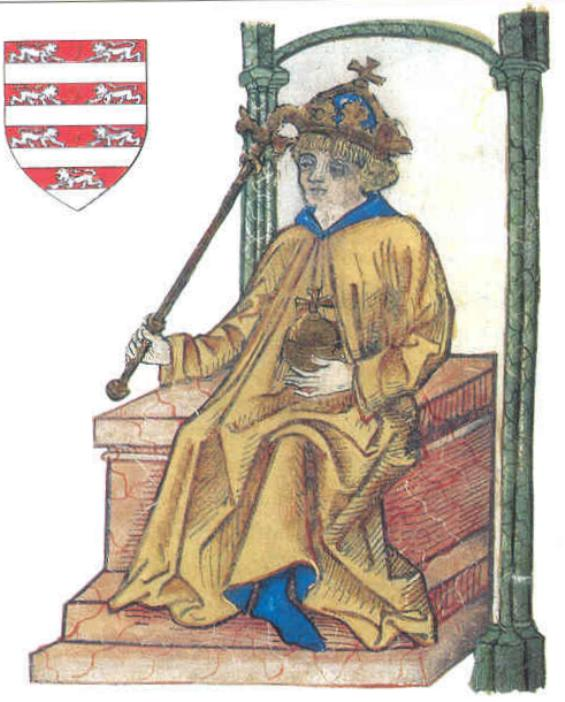
III. László a trónon (Thuróczi-krónika)

| Előző uralkodó: Imre | Magyarország uralkodója 1204 – 1205 | Következő uralkodó: II. András |